# Solbjørg Højfeldt
Solbjørg Højfeldt (Copenhague, 10 de junho de 1947) é uma atriz dinamarquesa. Ela atuou em mais de cinquenta filmes desde 1978. É casada com o ator Henning Jensen.

## Filmografia parcial
| Ano  | Título                  | Papel        | Nota(s)                             |
| ---- | ----------------------- | ------------ | ----------------------------------- |
| 2009 | No Time for Love        | Marianne     |                                     |
| 2004 | Brødre                  | Else         |                                     |
| 2000 | Blinkende lygter        | mãe de Peter |                                     |
| 1991 | The Boys from St. Petri | Fru Hvidmann |                                     |
| 1988 | Medea                   | enfermeira   |                                     |
| 1983 | Zappa                   | mãe de Steen |                                     |
| 1981 | Slingrevalsen           | Karen        | Venceu-Prêmio Bodil de Melhor Atriz |

| Ano  | Título       | Papel          | Nota(s) |
| ---- | ------------ | -------------- | ------- |
| 2017 | Herrens veje | Nete           |         |
| 1997 | Taxa         | Eva Henningsen |         |
| 1994 | The Kingdom  | Camilla        |         |